# Sikory Juskie
Sikory Juskie este o arie protejată (sit de importanță comunitară — SCI) din Polonia întinsă pe o suprafață de 70,94 ha, integral pe uscat.

## Localizare
Centrul sitului Sikory Juskie este situat la coordonatele 53°54′08″N 22°15′55″E / 53.9021°N 22.2652°E.

## Înființare
Situl Sikory Juskie a fost declarat sit de importanță comunitară în ianuarie 2021 pentru a proteja 1 specie de plante.

## Biodiversitate
Situată în ecoregiunea continentală, aria protejată conține 1 habitat natural: Mlaștini alcaline.
La baza desemnării sitului se află o specie protejată de  plante: moșișoare (Liparis loeselii).